# Serviço Autônomo de Saneamento de Pelotas
O Serviço Autônomo de Saneamento de Pelotas (SANEP) é uma autarquia da prefeitura responsável pelo abastecimento de água tratada na cidade de Pelotas, estado do Rio Grande do Sul, Brasil. O município de Pelotas conta com três estações de tratamento de água: a ETA Santa Bárbara, que alimenta a rede de distribuição com quarenta milhões de litros por dia; a ETA Sinnott, que é abastecida pelos arroios Pelotas e Quilombo e lança 36 milhões de litros no sistema, diariamente; e a ETA do Arroio Moreira, que contribui com sete milhões de litros e teve sua construção concluída em 1874. Com ela, teve início o abastecimento de água tratada em Pelotas, na época com quinze mil habitantes.
É uma autarquia responsável pela captação, tratamento e distribuição de água potável, coleta e destinação do lixo e coleta e tratamento de esgotos sanitários e pela drenagem urbana. Constitui uma situação quase única no estado, já que a maioria dos municípios do Rio Grande do Sul recebem serviços de saneamento de uma única empresa estadual, denominada CORSAN.

## História
Em 25 de outubro de 1965, foi criado pela lei nº 1.474 o SAAE (Serviço Autônomo de Água e Esgotos), como entidade autárquica municipal, e em 02 de maio de 1984, pela lei nº 1.474, sancionada e promulgada pelo então Prefeito de Pelotas foi alterada a denominação do serviço de saneamento SAAE (Serviço Autônomo de Águas e Esgotos) para SANEP (Serviço Autônomo de Saneamento de Pelotas). A partir desta data, o SANEP passa a ser responsável pela captação, tratamento e distribuição de água potável, coleta e tratamento de esgotos sanitários e coleta e destinação do lixo.